# FCK 2020
A "FCK 2020" a német Scooter együttes dala (kislemeze), mely 2020. október 23-án jelent meg. Ez a sorozatban hatodik kislemez, amely nem nagylemezről jelent meg, bár később megjelent a 2021-es "God Save The Rave" nagylemezen. Fizikai formátumban nem jelent meg, digitális letöltésként már csak kevés helyen, főként inkább streaming szolgáltatóknál elérhető. A szerzemény eredeti, bár kisebb hasonlóságot mutat The Pitcher "Pump It Loud" című számával.

## Története
Akárcsak más előadókat, a Scootert is megviselte a 2020-ban kirobbant koronavírus-járvány, mely miatt nemcsak a God Save The Rave Tour-t, de a teljes fesztiválszezont is ki kellett hagyniuk. Három turnéhelyszín és egy különleges autós koncert volt az összes fellépés, amit meg tudtak tartani. Maga a frontember H.P. Baxxter is átesett még tavasszal a fertőzésen, bár csak enyhe tünetei voltak.
Többször szóba került, hogy ősszel várható egy újabb kislemez, amit az október 11-i Drezdában tartandó koncertjükön mutatnak be. Amikor aztán 9-én kiderült, hogy a koncertet nem fogják tudni megtartani a járványügyi szabályok miatt, a dal beharangozóját október 12-én mutatták meg Facebookon.
A FCK 2020 végül október 23-án mutatkozott be, méghozzá éjféli klippremierrel a YouTube-on.

## Számok listája
1. FCK 2020 (3:30)
2. FCK 2020 (Extended) (4:54)

Az Extended az ausztrál kiadás mellé járt a megjelenéskor, az európai változathoz nem. Az csak utóbb, kék színű borítóval, 2020. november 6-ától lett kapható. Különféle oldalakon elterjedt, hogy december 10-én bakeliten is megjelenik, azonban a hír utóbb kacsának bizonyult.

## Közreműködtek
- H. P. Baxxter (szöveg)
- Sebastian Schilde, Michael Simon (zene)
- Jens Thele (producer)
- Vanessa Schulz (refrén ének)
- Patric Ullaeus (a videoklip rendezője)
- Martin Weiland (borítóterv)

## Videóklip
A számhoz készült klipet Svédországban vették fel. Szerepel benne a Latela által készített autó, amellyel végighajtanak egy kihalt város utcáin. A videoklipben Sebastian és Michael kiplakátolják a várost a kislemezborítón is látható képpel, miközben H.P. Baxxter három táncoslány kíséretében látható egy raktárépületben.

## Más változatok
Nem sokkal a megjelenés után a Pene Corrida nevű együttes elkészítette a dal heavy metal-feldolgozását. A Yodas Rising nevű német együttes ugyancsak metálfeldolgozást készített a dalból 2020 novemberében.
2020. november 6-án a ZDF tévécsatornán bemutatták a Rundfunk Tanzorchester Ehrenfeld közreműködésével a dal fúvós hangszerekre és dobokra átírt változatát. Ebben a változatban a Scooter tagjai mellett a refrént éneklő Vanessa Schulz is közreműködött. Ez a változat később önálló kiadványként is kapható lett, valamint felkerült a "Kontor Top Of The Clubs – The Biggest Hits of the Year MMXX" című válogatáslemezre is. A magyar Band of StreetS együttes egy ehhez a dalhoz hasonló, humoros feldolgozást készített.
A Twisted Melodies egy hardstyle alapokra átírt remixet készített.
2020. december 20-án megjelent a Raf & Superdefekt Remix a Scooter hivatalos streaming-oldalain.